# NGC 1313
NGC 1313 (conosciuta anche come Galassia Sotto-Sopra) è una galassia a spirale barrata di tipo SBcd della costellazione del Reticolo.
Fu scoperta il 27 settembre 1826 da James Dunlop.